# Lens Aboudou
Lens Faycol Aboudou (Colombes, 9 febbraio 1990) è un cestista francese.

## Carriera
Dal 2009 milita nel JDA Dijon in Pro A. In precedenza ha vestito le maglie del Paris-Levallois Basket e del Levallois.
Nel suo palmarès figura la medaglia d'oro ai FIBA EuroBasket Under-20 2010.